# Marc Bloch

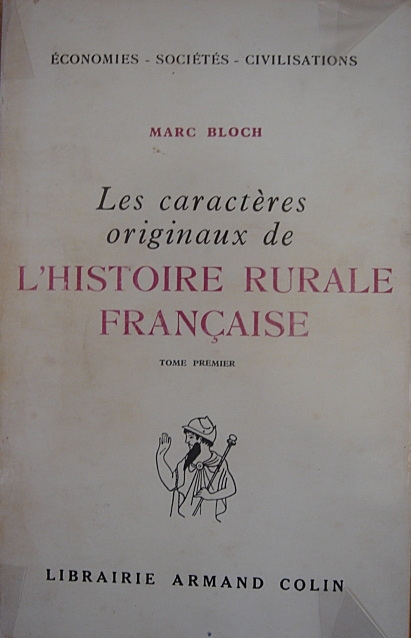
Les caractéres originaux de l'histoire rurale française

Marc Léopold Benjamin Bloch (/blɒk/; francouzsky: [maʁk blɔk]; 6. července 1886 Lyon – 16. června 1944 Saint-Didier-de-Formans) byl francouzský historik, spoluzakladatel vlivné francouzské školy Annales a představitel její první generace (20. a 30. léta 20. století). Bloch byl typickým modernistou. Jako mladý asimilovaný alsaský žid pocházející ze vzdělané pařížské rodiny byl hluboce zasažen Dreyfusovou aférou. Vystudoval elitní univerzitu École normale supérieure, v letech 1908–1909 studoval v Berlíně a Lipsku. Během první světové války po čtyři roky bojoval v zákopech na západní frontě. Poté, co byli z Univerzity ve Štrasburku vyloučeni němečtí profesoři, začal zde Bloch v roce 1919 přednášet dějiny středověku a v roce 1936 mu bylo uděleno místo profesora hospodářských dějin na Pařížské univerzitě. Nejznámější je díky svým průkopnickým pracím Les caractéres originaux de l'histoire rurale française (Specifické rysy dějin francouzského venkova) a Feudální společnost a nedokončeným, posmrtně vydaným esejím o významu historie Obrana historie aneb historik a jeho řemeslo. Bojoval v obou světových válkách a za svou činnost ve francouzském odbojovém hnutí Résistance byl během německé okupace Francie zajat gestapem a popraven zastřelením.

## Mládí a první světová válka
Narodil se v Lyonu do židovské rodiny jako syn profesora dějin starověku Gustava Blocha. Marc vystudoval Lyceum Ludvíka Velikého a École Normale Supérieure v Paříži, později studoval v Berlíně a Lipsku. Po skončení studií pracoval nějakou dobu jako gymnaziální profesor. V první světové válce byl důstojníkem pěšího vojska, propracoval se až na hodnost kapitána a byl oceněn Řádem čestné legie.
Po válce odešel přednášet medievalistiku na Univerzitu ve Štrasburku. Univerzita se nacházela na území Alsasko-Lotrinska, které bylo po první světové válce opětovně přičleněno k Francii. Proto se univerzita měla stát „výkladní skříní francouzské kultury“. Zde se rovněž seznámil s vynikajícím francouzským historikem Lucienem Febvrem.
V roce 1936 nahradil Henriho Hausera na postu profesora hospodářských dějin na Sorbonně. Tu ale musel na začátku druhé světové války z rasových důvodů opustit.

## Kariéra
V roce 1924 vydal jedno ze svých nejznámějších děl Králové divotvůrci: Studie o nadpřirozenosti přisuzované královské moci, zejména ve Francii a Anglii (Les rois thaumaturges: étude sur le caractère surnaturel attribué à la puissance royale particulièrement en France et en Angleterre), ve kterém shromáždil, popsal a prozkoumal dokumenty týkající se starobylé tradice, podle níž měli středověcí králové schopnost uzdravit nemocné krticí pouze dotykem. Tato tradice má kořeny ve starodávných společnostech, v nichž králové plnili zázračnou roli. Blochova práce měla velký vliv nejenom na sociální dějiny středověku, ale i na kulturní antropologii.
Blochova nejvýznamnější díla byla zaměřena na studium feudalismu. V roce 1939 publikoval obsáhlou práci Feudální společnost (La société feódale). V některých ohledech se však jako nejinovativnější jeví jeho monografie z roku 1931, Les caractéres originaux de l'histoire rurale française (Specifické rysy dějin francouzského venkova, v českém překladu dosud nepublikováno).

## Škola Annales
Založením nového odborného časopisu Annales d'Histoire Economique et Sociale se svým kolegou Lucienem Febvrem v roce 1929 odstartoval školu Annales. Ta se proslavila tím, že se zásadně rozešla s tradičním dějepisectvím, protože považovala za důležité vzít v úvahu všechny úrovně společnosti a zdůrazňovala kolektivní podstatu mentalit.
Bloch má také trvalý vliv na poli dějepisectví díky svému nedokončenému manuskriptu vydaném v češtině pod názvem Obrana historie aneb historik a jeho řemeslo (Apologie pour l'histoire ou Métier d'historien), na kterém pracoval před svou smrtí. Tato jeho kniha je často považována za jednu z nejdůležitějších historiografických prací 20. století.

## Dějepisectví
Bloch byl silně mezioborově zaměřen, byl ovlivněn geografií Paula Vidal de la Blacheho (1845–1918) a sociologií Émile Durkheima (1858–1917). Ve své práci Méthodologie Historique (napsané v roce 1906, ale publikované až v roce 1988) odmítl takzvané událostní pojetí dějin (histoire événementielle) svých učitelů Charlese-Victora Langoise a Charlese Seignobose a stal se zastáncem hlubší analýzy úlohy strukturálních a sociálních fenoménů na výsledek historických událostí. Bloch se snažil přeměnit historii ve společenskou vědu, ale výrazně se při tom odchýlil od Durkheima tím, že z historie odmítl vyloučit psychologii. Bloch zastával názor, že jednotliví aktéři by měli být posouzeni spolu se sociálními silami působícími na ně. Jeho metodologie byla rovněž značně ovlivněna jeho otcem, Gustavem Blochem, historikem zabývajícím se dějinami starověku, a také vědci 19. století, jakými byli třeba Gabriel Monod, Ernest Renan a Numa Denis Fustel de Coulanges.
Bloch usilovně podporoval myšlenku mezinárodní vědecké spolupráce a s americkou podporou se pokusil založit mezinárodní odborný časopis, ale neúspěšně. Napsal také okolo 500 recenzí německých knih a článků. Ačkoli poukazoval na důležitost německého dějepisectví a obdivoval přísnost v jeho vědeckém přístupu, opakovaně kritizoval jeho nacionalismus a metodologické limity.

## Zázraky a mentality
V Králích divotvůrcích (1924) se Bloch zaměřil na odvěkou lidovou víru v to, že králové dokáží vyléčit krtici dotekem. Angličtí a francouzští králové tento rituál skutečně pravidelně prováděli. Bloch se však nezajímal o účinnost královského doteku. Místo toho se jako antropolog ptal, proč tomu lidé věřili a jak to pomáhalo utvářet vztahy mezi králem a prostými občany. Tato kniha měla velký vliv jak na vznik komparativních studií (v tomto případě šlo o srovnání Francie a Anglie), tak na vznik nového přístupu, tzv. dlouhého trvání, které zkoumá události v rozpětí tisíců let (Bloch zde jako názorné příklady uvedl několik konkrétních událostí). Díky výzkumu vlivu rituálů, účinnosti mýtů a všech možných zdrojů kolektivního chování bývá považován za „otce historické antropologie“. S Blochovým revolučním mapováním mentalit souzněli odborníci, kteří četli Freuda a Prousta. V roce 2007 zkoumala Stirlingová tento v zásadě stylistický rys společně s Blochovým svérázným donkichotským idealismem. Protože Bloch doufal ve skutečně kooperativní model historického tázání, tento idealismus jeho práci zjemňoval, někdy ovšem také zrazoval. Přestože Stirlingová Blocha zpochybňovala a polidšťovala, tak ho zároveň chválila za to, že pomohl prolomit monotónní střídání pozitivismu s tzv. velkým vyprávěním tím, že vytvořil novou, syntetickou verzi historické praxe, která od té doby ve vědním oboru zakořenila natolik, že si ji dnes ani neuvědomujeme.

## Dějiny venkova
Své představy o dějinách venkova Bloch nejlépe zachytil ve svých vrcholných dílech Les caractères originaux de l'histoire rurale française (1931) a Feudální společnost (1939).
V článku L'Individualisme Agraire dans la France du XVIIIe Siècle (1978), Bloch charakterizoval zemědělské reformy Francie 18. století jako „neúspěšnou revoluci“, přičemž se odvolával na přetrvání regionálních tradic jako na důkaz o jejich selhání. Za typický příklad tzv. totální historie školy Annales se dá označit Blochovo hledání souvislostí mezi politikou, kulturou a hospodářstvím na pozadí třídního konfliktu. Tím chtěl doložil, že úmyslné skutky mužů překonaly rytmus materialistické kauzality dějin.
Zastával názor, že antifeudální nálada francouzských rolníků vyjádřená v Cahiers de doléances (soupisu stížností) z roku 1789 souvisela se zpátečnictvím panského systému na konci 18. století, kdy feudálové značně zvýšili feudální poplatky. Bloch tvrdil, že toto vystupňované vykořisťování bylo tím, co vyvolalo rolnické vzpoury, které vedly k Revoluci.

## Dějiny techniky
Listopadové vydání Annales z roku 1935 obsahuje Febvrovu předmluvu, kde jsou definovány tři základní přístupy k dějinám techniky: prozkoumat techniku, pochopit technický proces a porozumět vztahu techniky k dalším lidským činnostem. Tyto přístupy v sobě zahrnuje Blochův článek Avènement et conquêtes du moulin à eau (Nástup a vítězství vodních mlýnů), ve kterém jsou zkoumány souvislosti mezi technikou a širšími sociálními otázkami.

## Druhá světová válka
Po německém obsazení a okupaci Polska v roce 1939 vyhlásila Francie Německu válku. Když Francie mobilizovala své jednotky, Marc Bloch opustil své místo na Sorbonně a v 53 letech se ujal záložní hodnosti kapitána. Tehdy ho jeho kolegové z Francie i ze zahraničí přesvědčovali, aby zemi opustil. On však tvrdil, že jeho osobním závazkem je hájit morální zájmy.
„Cítil jsem se být celý život především a zcela prostě Francouzem. K mé vlasti mě poutá už dost dlouhá rodinná tradice, jsem odkojen jejím duchovním dědictvím a historií a popravdě si nedokážu představit jinou zemi, kde by se mi dobře dýchalo. Velmi jsem ji proto miloval a sloužil jí ze všech svých sil.“
Jeho paměti na první dny druhé světové války s názvem Podivná porážka (napsané v roce 1940, vydané však až v roce 1946) vinily z náhlé a naprosté vojenské porážky francouzské vojenské vedení společně s francouzskou sociální a politickou kulturou. Po válce pomohly zneutralizovat traumatické vzpomínky na francouzský neúspěch a vybudovat novou francouzskou identitu.
Po kapitulaci Francie působil jako profesor v Clermont-Ferrandu a v Montpellieru. V listopadu 1942 Bloch, veden horlivým vlastenectvím, ztotožněním se s židovskými kořeny a představou Francie jako bojovnice za svobodu, zapojil do Résistance. Jeho krycí jméno znělo „Narbonne“. Nakonec byl chycen policií Vichy na Place de Pont v Lyonu v březnu roku 1944 a předán gestapu. Poté byl vsazen do vězení Montluc a mučen, trpěl bytím a ledovými koupelemi gestapem na jeho velitelství. Podle Blochovy životopiskyně Carole Finkové zůstal i přes toto zacházení Bloch po celou dobu „klidný a stoický“. Údajně svým věznitelům neposkytl žádné jiné informace než své pravé jméno.

## Poprava
V noci 16. června 1944 okolo osmé hodiny večer, deset dní po dni D, byl Marc Bloch mezi dvaceti osmi vězni z řad Résistance odvezenými německými jednotkami v camionette (otevřené nákladní auto) podél řeky Saône na místo zvané La Rousille, přímo před vesnici Saint-Didier-de-Formans v departementu Ain. Zde na louce obklopen vysokými křovinami byl krátce po desáté hodině večerní popravní četou zastřelen. Bloch byl v první skupině skládající se ze čtyř lidí z celkových dvaceti osmi, spoutaných do dvojic a otočených čelem ke kulometům. Také byl jedním z celkových dvaceti šesti mužů, kteří byli během dvaceti minut té noci zabiti. Oběti byly zbaveny jakékoli možnosti identifikace a ponechány Němci na poli. Následující den byly nalezeny Marcelem Pouvertem, řídícím učitelem, který informoval starostu St Didier, jemuž byl zástupcem. Starosta poté přivolal četnictvo z Trévouxu, aby těla pohřbilo. Poblíž louky, kde byli zastřeleni, je dnes památník připomínající padlé.
Protože své poslední dny strávil Bloch ve vězení, zůstala po něm nedokončena jedna z jeho nejosobnějších prací, klasické dílo dějepisectví, Obrana historie aneb historik aneb jeho řemeslo (Apologie pour l'histoire ou Métier d'historien). Tato kniha byla připravena k vydání a publikována až posmrtně, v době po osvobození Francie Spojenci, kdy se Marc Bloch stal národním mučedníkem.

## Odkaz
•	Blochovo zaměření na dlouhé trvání a jeho důraz na struktury pod povrchem událostí vedly k scestným obviněním z popření lidského prvku a opomíjení politických dějin. V Podivné porážce přitom jasně uvádí svůj názor, že jednotlivci mohou události změnit. Také zde kritizuje francouzskou vládu za její nedůvěru ve vlastní důstojníky na bitevních polích, což podle něj vedlo k francouzské kapitulaci nacistům.
•	V roce 1998 se Univerzita Sociálních věd ve Štrasburku na počest Blocha přejmenovala. Dne 1. ledna 2009 se Univerzita Marca Blocha stala součástí Univerzity ve Štrasburku.

## Dílo
Marc Bloch svým dílem zahájil zájem historiografů o nepolitické dějiny.
Do češtiny byly přeloženy tyto tituly:
- BLOCH, Marc. Feudální společnost. Přeložila Irena KOZELSKÁ. Praha: Argo, 2010. Historické myšlení. ISBN 978-80-257-0236-9.
- BLOCH, Marc. Králové divotvůrci: studie o nadpřirozenosti přisuzované královské moci, zejména ve Francii a Anglii. Praha: Argo, 2004. Historické myšlení. ISBN 80-7203-626-2.
- BLOCH, Marc. Obrana historie aneb historik a jeho řemeslo. Přeložila Helena BEGUIVINOVÁ. Praha: Argo, 2011. Historické myšlení. ISBN 978-80-257-0403-5.
- BLOCH, Marc. Podivná porážka: svědectví z roku 1940. Praha: Argo, 2007. Historické myšlení. ISBN 978-80-7203-938-8.